# Ormosia albitibia
Ormosia albitibia är en tvåvingeart som beskrevs av Edwards 1921. Ormosia albitibia ingår i släktet Ormosia och familjen småharkrankar. Inga underarter finns listade i Catalogue of Life.